# Демэёль
Демэёль — река в России, протекает по территории Троицко-Печорского района Республики Коми. Устье реки находится в 42 км по левому берегу реки Когель. Длина реки составляет 15 км.
Исток реки в болотах в 18 км к северо-востоку от посёлка Приуральский. Течёт на северо-запад, перед устьем поворачивает на юго-запад, именованных притоков не имеет. Всё течение проходит в ненаселённой, холмистой, частично заболоченной тайге. Впадает в Когель в 25 км к северо-западу от посёлка Приуральский.

## Данные водного реестра
По данным государственного водного реестра России относится к Двинско-Печорскому бассейновому округу, водохозяйственный участок реки — Печора от истока до водомерного поста у посёлка Шердино, речной подбассейн реки — Бассейны притоков Печоры до впадения Усы. Речной бассейн реки — Печора.
Код объекта в государственном водном реестре — 03050100112103000059430.